# Bertha Bayer-Braun
Bertha Bayer-Braun (* 19. August 1847 in Karlsruhe als Bertha Dorothea Braun; † 9. Juli 1909 in Hamburg) war eine deutsche Theaterschauspielerin.

## Leben
Durch die Darbietung des Karlsruher Hoftheaters angeregt, beschloss Bayer-Braun ebenfalls, den schauspielerischen Beruf zu ergreifen und vertraute ihre Ausbildung dem Hofschauspieler Rudolf Lange an. Ihren ersten Bühnenversuch wagte sie am Hoftheater ihrer Vaterstadt. Danach nahm sie Engagement in Freiburg im Breisgau und am 1. Januar 1871 trat sie in den Verband des Weimarer Hoftheaters. Danach war sie an den Landestheater in Graz und Prag, am Lobetheater in Breslau, bevor sie an für vier Jahre ans neueröffnete Hoftheater Oldenburg ging, wo sie bei der Eröffnung des Hauses im September 1881 die „Iphigenie“ darstellte. 1882 ging sie einem Rufe Bernhard Pollinis folgend nach Hamburg. Dort blieb sie zehn Jahre und verabschiedete sich a, 21. Mai 1892 als „Elisabeth“ in Maria Stuart, um danach in den Verband des Deutschen Volkstheaters Wien zu treten, kehrte jedoch bereits 1893 nach Hamburg zurück. Dort war sie zuletzt am Stadttheater engagiert.